# Салюк Олександр Олександрович
Олекса́ндр Олекса́ндрович Салюк молодший (нар. 16 липня 1978 року в Києві) — український автогонщик, 5-разовий чемпіон України з ралі у сезонах 2006, 2007, 2009, 2010 та 2012 років. У 2010—2011 роках брав участь у загальному Чемпіонаті світу з ралі та чемпіонаті у класі Production з командою Mentos Ascania Racing.

## Біографія
Олександр Салюк розпочав кар'єру автогонщика у 1996 році.
У сезонах 2006, 2007, 2009, 2010 та 2012 років — став переможцем Чемпіонату України з ралі. За результатами голосування, яке проходило серед читачів журналу «Ралі в Україні», у 2009 році Олександр Салюк став гонщиком року в Україні.
З 2009 року — ведучий рубрики «Автоакадемія» на 1-му Автомобільному каналі.
У 2010—2011 роках брав участь у Чемпіонаті світу з ралі та чемпіонаті у класі Production з командою Mentos Ascania Racing. Найкращим результатом Олександра було третє місце на Ралі Австралії у 2011 році.
Загалом, у 2011 році Олександр Салюк набрав 4 очки та посів 24 місце у WRC, а у класі Production — 43 очки та 8 місце відповідно.
У 2012 році стартував у португальському етапі IRC SATA Rallye Acores, також брав участь у Чемпіонаті Литви з ралі.
У лютому 2012 року став пілотом команди Dream Team Ukraine.